# Velká aliance
Jako Velká aliance se označují dvě koalice vzniklé proti francouzskému králi Ludvíku XIV. a Francii nejdříve v tzv. válce o falcké dědictví (devítileté válce) a posléze ve válce o dědictví španělské.

## Vídeňská velká aliance
Bezprostředním předchůdcem Vídeňské velké aliance byla tzv. Augšpurská liga, založená v roce 1686 císařem Leopoldem I. a několika jihoněmeckými knížaty za účelem bránit Rýnskou Falc proti snahám Francie o její získání. 
Když totiž zemřel bez potomků kurfiřt Rýnské Falce Karel II. Falcký, měly jeho země přejít pod vládu katolické linie rýnských Wittelsbachů. Francouzský král Ludvík XIV. však vystoupil s dědickými nároky na toto území jménem mladší sestry Karla II. Falckého, své švagrové Alžběty Šarloty Falcké, manželky jeho mladšího bratra Filipa I. Orleánského; v důsledku toho vypukl devastující válečný konflikt, Devítiletá válka (1688-1697). Proti Francii Ludvíka XIV. se s cílem zamezit další francouzské územní expanzi postavila Augšpurská liga, koalice evropských států uzavřená mezi císařem Leopoldem I., španělským králem Karlem II., švédským králem Karlem XI., bavorským kurfiřtem Maxmiliánem II. Emanuelem a řadou dalších říšských knížat.
Vídeňská velká aliance vznikla po anexi a zničení Porýnské Falce Francií v letech 1688-1689 v květnu roku 1689, když se k Aušpurské lize připojily Anglie a Nizozemí pod vedením Viléma III. Oranžského. 
Cílem Velké vídeňské aliance bylo zachování dohod sjednaných ve Vestfálském míru a Pyrenejském míru, tedy donutit Francii stáhnout se z území, která dobyla za Ludvíkovy vlády (tj. do hranic z roku 1659). Krátce po uzavření aliance, 17. května 1689 vyhlásila Anglie Francii válku. Ke konečnému zformování tzv. Velké aliance, kterou tvořili císař, Anglie a státy sdružené v Augšpurské lize, došlo do léta 1690. Ke koalici se ještě připojili vévodové lotrinský a savojský, kurfiřti bavorský a braniborský a své spojenectví znovu potvrdil španělský král. Švédové a Dánové však v roce 1691 z aliance vystoupili. 
V roce 1697 uzavřením míru z Rijswijku, kterým Devítiletá válka skončila, tato koalice zanikla.
Titul falckého kurfiřta nakonec přešel do rukou katolické linie Wittelsbachů, reprezentované Filipem Vilémem Falckým, ovšem za cenu zničení do té doby kvetoucí země.

## Haagská velká aliance
Haagská velká aliance mezi císařem, téměř všemi říšskými knížaty, Anglií, Nizozemím, Portugalskem a Dánskem vznikla v roce 1701 s vypuknutím Války o španělské dědictví s cílem zabránit francouzsko-bourbonské hegemonii v Evropě.